# Гадзінський Матвій Миколайович
Матвій Миколайович Гадзінський (16 листопада 1894 — † ?) — підполковник Армії УНР.

## Біографія
Останнє звання у російській армії — поручик. У 1917 р. — полковий ад'ютант 6-го запасного піхотного полку.
З 26 березня 1918 р. — полковий ад'ютант 3-го Гайдамацького полку Армії УНР.
У 1919 р. — командир кулеметної сотні 2-го Чорноморського полку Дієвої армії УНР.
У 1920 р. був командиром куреня у 1-й Кулеметній дивізії Дієвої армії УНР.
Згодом — старшина штабу 5-ї Херсонської стрілецької дивізії Армії УНР.
Подальша доля невідома.